# Lista över Sherlock Holmes på film
Detta är en lista över skådespelare som spelat Sherlock Holmes på film.

## A
- Hans Philipp August Albers
- Joaquim de Almeida

## B
- Tom Baker
- John Barrymore
- Harry Baur
- Rolf Becker
- Brian Bedford
- Harry Benham
- Carlyle Blackwell
- James Bragington
- Jeremy Brett
- Clive Brook
- Eugen Burg

## C
- Michael Caine
- John Cleese
- Peter Cook
- Maurice Costello
- Benedict Cumberbatch
- Peter Cushing
- Henry Cavill

## D
- Robert Downey Jr.
- James D'Arcy

## E
- Rupert Everett

## F
- Georges Flateau
- Hugo Flink
- Francis Ford
- Matt Frewer

## G
- Firmin Gémier
- John Gielgud
- William Gillette
- Stewart Granger
- Rhéal Guevremont
- Bruno Güttner

## H
- Larry Hagman
- Louis Hector
- Guy Henry
- Charlton Heston
- Anthony Higgins
- Ronald Howard

## I
- Jeremy John Irons

## K
- Erich Kaiser-Tietz
- Buster Keaton

## L
- Otto Lagoni
- Frank Langella
- Viggo Larsen
- Christopher Lee
- Rodney Litchfield
- Vasilij Livanov
- Radovan Lukavsky

## M
- Patrick McNee
- Holger-Madsen
- Raymond Massey
- Juan Manuel Montesinos
- Roger Moore
- Johnny Lee Miller

## N
- Alan Napier
- Alwin Neuss
- John Neville
- Leonard Nimoy
- Eille Norwood

## O
- Roger Ostime
- Peter O'Toole
- Reginald Owen

## P
- Michael Pennington
- Christopher Plummer
- Robert Powell

## R
- Basil Rathbone
- Robert Rendel
- Ian Richardson
- Nicholas Rowe
- Richard Roxburgh
- Julian Royce

## S
- H.A. Saintsbury
- George C. Scott
- Colin Skinner
- Brent Spiner
- Robert Stephens

## T
- Georges Treville

## W
- Fritz Weaver
- Alan Wheatley
- Geoffrey Whitehead
- Nicol Williamson
- Douglas Wilmer
- Arthur Wontner
- John Wood
- Edward Woodward